# Bidens
Cet article possède un paronyme, voir Biden (homonymie).
Genre
Classification phylogénétique
Bidens, communément appelé les bidents, est un genre de plantes à fleurs de la famille des Asteraceae.

## Description
Ce sont des plantes herbacées. Les fruits de ces plantes sont pour la plupart hérissés de deux pappus ressemblant à deux dents. Le nom du genre fait référence à cette caractéristique ; Bidens vient du latin : bis (« deux ») et dens (« dent »).

## Distribution
Bidens est présent dans toutes les régions tropicales et tempérées chaudes du monde. La plupart des espèces sont présentes dans les Amériques, en Afrique et en Polynésie, et certaines en Europe et en Asie. Le genre Bidens est étroitement lié au genre Coreopsis et les deux sont parfois difficiles à distinguer.

## Mode de propagation
Les plantes se propagent par zoochorie ; leurs graines collent aux vêtements, fourrure ou plumes, et sont ainsi transportées vers un nouvel habitat. Cela leur a permis de coloniser de larges territoires, y compris de nombreuses îles océaniques. Certaines de ces espèces sont présentes uniquement dans une gamme très restreinte et plusieurs sont aujourd'hui menacées d'extinction, notamment dans les îles hawaïennes. En raison de l'absence de mammifères indigènes sur ces îles, une partie des taxons océaniques ont réduit la taille de leurs dents, caractéristiques évolutives qui semblent faciliter la dispersion par le vent.

## Espèces
- Bidens alba (L.) DC.
- Bidens amplectens Sherff
- Bidens amplissima Greene
- Bidens aristosa (Michx.) Britt.
- Bidens asymmetrica (Levl.) Sherff
- Bidens aurea (Ait.) Sherff
- Bidens bidentoides (Nutt.) Britt.
- Bidens bigelovii Gray
- Bidens bipinnata L.
- Bidens campylotheca Schultz-Bip.
- Bidens cernua L.
- Bidens cervicata Sherff
- Bidens conjuncta Sherff
- Bidens connata Muhl. ex Willd.
- Bidens coronata (L.) Britt.
- Bidens cosmoides (Gray) Sherff
- Bidens cuneata Sherff
- Bidens cynapiifolia Kunth
- Bidens discoidea (Torr. & Gray) Britt.
- Bidens eatonii Fern.
- Bidens ferulifolia (Jacq.) DC.
- Bidens forbesii Sherff
- Bidens frondosa L.
- Bidens gardneri Baker
- Bidens hawaiensis Gray
- Bidens heterodoxa (Fern.) Fern. & St.John
  - Bidens heterodoxa var. heterodoxa (Fern.) Fern. & St.John
- Bidens heterosperma Gray
- Bidens hillebrandiana (Drake) O. Deg.
- Bidens hyperborea Greene
  - Bidens hyperborea var. arcuans Fern.
  - Bidens hyperborea var. gaspensis Fern.
- Bidens kamerunensis Sherff
- Bidens laevis (L.) B.S.P.
- Bidens lemmonii Gray
- Bidens leptocephala Sherff
- Bidens macrocarpa (Gray) Sherff
- Bidens mannii T.G.J.Rayner
- Bidens mauiensis (Gray) Sherff
- Bidens menziesii (Gray) Sherff
- Bidens micrantha Gaud.
- Bidens mitis (Michx.) Sherff
- Bidens molokaiensis (Hbd.) Sherff
- Bidens × multiceps Fassett
- Bidens pilosa L.
- Bidens populifolia Sherff
- Bidens reptans (L.) G. Don
- Bidens sandvicensis Less.
- Bidens squarrosa Kunth
- Bidens tenuisecta Gray
- Bidens torta Sherff
- Bidens tripartita L. -- Bident à feuilles tripartites, Chanvre d'eau
- Bidens valida Sherff
- Bidens vulgata Greene
- Bidens wiebkei Sherff